# Avesta (đô thị)
Đô thị Avesta (Avesta kommun) là một trong 290 đô thị của Thụy Điển. It is thuộc hạt Dalarna, ở trung bộ của Thụy Điển, thủ phủ là thị xã Avesta.
Đô thị với ranh giới như hiện nay đã được lập năm 1967 khi 4 đô thị bao quanh được nhập với thành phố Avesta. Năm 1971, khu vực hợp nhất này trở thành một đô thị.
Avesta giáp các đô thị sau:
- Hedemora ở Dalarna,
- Hofors và Sandviken ở hạt Gävleborg,
- Norberg và Sala ở hạt Västmanland

## Các địa phương
- Avesta (thủ phủ)
- Krylbo (một phần thuộc Avesta.)
- Horndal
- Fors